# IC 3141
IC 3141 је лентикуларна галаксија у сазвјежђу Береникина коса која се налази на листи објеката дубоког неба у Индекс каталогу.
Деклинација објекта је + 24° 11' 11" а ректасцензија 12h 18m 58,5s. Привидна величина (магнитуда) објекта IC 3141 износи 14,5 а фотографска магнитуда 15,5. Налази се на удаљености од 149,213 милиона парсека од Сунца. IC 3141 је још познат и под ознакама CGCG 128-74, PGC 39590.